# Miguel Bauzá y More
Miguel Bauzá y More (Barcelona, siglo XX), es un diplomático español.

## Biografía
Nacido en Barcelona. Tras licenciarse en Derecho por la Universidad Autónoma de Madrid (1977), ingresó en la carrera diplomática (1980).
Ha estado destinado en las representaciones diplomáticas españolas en la República Popular China, Filipinas, Turquía, Túnez y Dinamarca; y ha sido cónsul de España en Zúrich y Basilea, Pekín, Moscú y Hong Kong/Macao.
En el Ministerio de Asuntos Exteriores siempre ha trabajado en el ámbito europeo, ocupando diversos cargos: encargado de la política mediterránea y de las negociaciones del Espacio Económico Europeo (EEE) y posteriormente de las negociaciones de ampliación y del seguimiento del Consejo de Asuntos Generales y Relaciones Exteriores (CAGRE). También ha sido segundo en el gabinete de la Secretaría de Estado para la Unión Europea y subdirector general de Países Candidatos, Espacio Económico Europeo (EEE) y otros países europeos en la Dirección General de Europa.
Fue embajador de España en Estonia (2004-2008). Ha sido embajador de España en Nueva Zelanda desde 2022 hasta 2025.